# Gaia Guasti
 (décembre 2020).
Gaia Guasti, née en 1974 à Florence en Italie, est une écrivaine et scénariste italienne.

## Biographie
Née à Florence en 1974, Gaia Guasti arrive à Paris à 18 ans. Tout en travaillant comme serveuse, elle découvre le cinéma français et apprend la langue de Molière en autodidacte. En 1996, elle passe le concours de La Femis et intègre la promotion de l'année 2000, en département scénario. 
Après avoir collaboré à plusieurs projets de fiction et de documentaire, elle se consacre principalement à l'écriture de romans à partir de 2011, notamment pour la jeunesse et pour un public young adult. 
Elle revient au scénario en écrivant la série Une île pour Arte, avec Laetitia Casta et Sergi López, prix de la meilleure série française au Festival Séries Mania 2019. 
Elle participe à l’écriture de la série La Révolution (2020) pour Netflix,.

## Scénarios - longs-métrages/télévision (sélection)
- La Révolution (2020)[4], série Netflix
- Une île (2019), série co-écrite avec Aurélien Molas, réalisée par Julien Trousselier. Produite par Image et Compagnie pour Arte. Prix de la meilleure série française à Series Mania 2019[5].
- The Room, (2019) film réalisé par Christian Volkman, produit par Les Films du poisson (collaboration)[6].
- Casimilo et les légendes du Nouveau Monde, pilote d’une série d'animation, coécrit avec Audrey Sanchez et réalisé par Caroline Attia Lariviere. Produit par Sacrebleu Production pour France 3.
- La diplomatie du silence (2016), documentaire réalisé par Fabrice Macaux, coécrit avec Maïa Kanaan, produit par TS Productions.
- Punk à chien (2015), film réalisé par Rémi Mazet, produit par Ama Production, diffusion France 2[7].
- La voix des sirènes, scénario original, lauréat de la bourse d'écriture Beaumarchais.
- Orage (2015), d'après Dix heures et demi du soir en été de Marguerite Duras. Film de Fabrice Camoin (collaboration), produit par Les Films du poisson[8].
- La vie sauvage des animaux domestiques (2010), synopsis pour un long-métrage documentaire de Dominique Garing, produit par Les Films d’Ici.
- La Traductrice (2007), d’Elena Hazanov, produit par Ventura Films Production. Sorti en salles en Suisse et en Russie. Sélectionné au Festival de Locarno 2006[9].
- La montagne et le loup (2006), documentaire de Benoit Keller. Produit par Les Films d’Ici (collaboration), diffusion ARTE.
- Face addict (2006), long-métrage documentaire d’Edo Bertoglio, produit par Downtown Pictures. Sélectionné au Festival de Locarno 2005[10].
- Pas sages (2004), téléfilm de Lorraine Groleau, produit par Balthazar Production (collaboration). Diffusion ARTE[11].
- Le sommeil de l’oubliée[1], Finaliste du Prix Junior du meilleur scénario 2000.

## Réalisations
- La part maudite (2002), 30’, documentaire[12]. Sélectionné aux festivals « Écrans du Réel », « Traces de vie » (Mention du jury)[13], « Images mouvementées – Festival de cinéma d’Attac ».
- Réveillez-vous, nous dit la voix (2000), 4’, réalisé pour la collection Flash-Bach, diffusé sur ARTE en 2001.

## Publications
- 2011 ! Mayo, ketchup ou lait de soja, éditions Thierry Magnier - roman jeunesse.
- 2012 : La Dame aux ch  amélias, éditions Thierry Magnier - roman jeunesse.
- 2013 : Mollo mollo le matin et pas trop vite l’après-midi, collection Petite Poche, éditions Thierry Magnier - roman jeunesse
- 2013 : Sauve qui peut les vacances, éditions Thierry Magnier, - collectif, nouvelle « Noce de cendres »
- 2013 : La Tête dans les choux , éditions Thierry Magnier, - roman.
- 2014 : Le Fantôme du lac, collection poche « Cadet », Milan jeunesse - roman première lecture
- Trilogie La voix de la meute, éditions Thierry Magnier

1. 2014 : Les remplaçants
2. 2014 : Les prédateurs
3. 2015 : Les origines

- 2016 : Le grand projet de Domenico Maccari dit le copiste, peintre sans talent, éditions Thierry Magnier - roman
- 2016 : Lettres d’un mauvais élève , collection Petite Poche, éditions Thierry Magnier - roman jeunesse
- (it) 2018 : La mia magia, album illustré par Simona Mulazzani, Camelozampa edizioni
  - 2020 : Ma magie à moi, ill. Simona Mulazzani, Nathan
- 2018 : Les enfants du temps qui vient, collection Petite Poche, éditions Thierry Magnier - roman
- 2018 : En ce temps-là, album illustré par Audrey Spiry, éditions Thierry Magnier
- 2018 :  Viens, mon beau chat, éditions Thierry Magnier
- 2019 : La cerise sur le gâteau, illustrations de Clémence Pénicaud, Mango jeunesse

## Prix et distinctions
- Prix franco-allemand pour la littérature de jeunesse 2014[14] pour La tête dans les choux